# Petrol
Petrol — словенская государственная нефтяная компания. Полное наименование — Petrol, Slovenian Energy Company d.d. Штаб-квартира — в Любляне.

## История
12 мая 1945 года в Белграде была основана государственная югославская нефтяная компания Jugopetrol, которая тут же начала открывать подразделения по всей стране; в июне того же года был создан филиал в Любляне. 12 апреля 1947 года на его основе была создана компания Jugopetrol Ljubljana. В 1953 году компания была переименована в Trgovsko podjetje Petrol v Ljubljani, получив используемую и по сей день марку.
В 1996 году компания стала акционерной, получив полное наименование Petrol, Slovenska naftna družba, d.d. Ljubljana, тогда же Petrol вышла на хорватский и боснийский рынки.
22 марта 2011 года компанией заключено соглашение о сотрудничестве с российской «Газпром-нефтью». С лета 2012 года Petrol входит в органы управления российско-словенского предприятия по реализации проекта «Южный поток», а директор Департамента энергетики Янез Грошель вошёл в совет директоров совместного предприятия.
Осенью 2012 года была анонсирована продажа государственной доли в качестве одной из мер по борьбе с экономическим кризисом.

## Собственники и руководство
Petrol — 100 % государственная компания, и специальным постановлением правительства наложен запрет на её приватизацию.

## Деятельность
Petrol принадлежат 348 заправок в Словении, Боснии и Герцеговине, Хорватии и Сербии. Совокупные продажи нефтепродуктов в 2005 году составили 2 млн т.
Численность персонала — 2,7 тыс. человек (2005 год). За 2011 год выручка компании составила 3,27 млрд евро (за 2010 год — 2,8 млрд евро), операционная прибыль — 81 млн евро (62 млн евро), чистая прибыль — 52 млн евро (36 млн евро).